# کیاسما (ژنتیک)

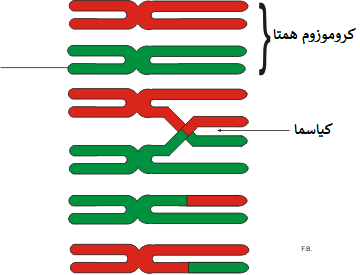
ناحیه کیاسما در فرآیند کراسینگ‌اور

کیاسما یا چَلیپا (به انگلیسی: Chiasma) در ژنتیک به جایی گفته می‌شود که در آنجا دو کروماتید ناخواهری ماده‌های ژنتیکی خود را، در فرایند کراسینگ‌اور که در میوز رخ می‌دهد، داد و ستد می‌کنند. کیاسما در کروماتیدهای خواهری هم پدید می‌آید ولی از آنجایی که ماده‌های ژنتیکی آنها یکسان است، هیج دگرگونی‌ای در یاخته‌های زاییده‌شده (یاخته‌های دختر) در پی ندارد.
این پدیدهٔ ژنتیکی در سال ۱۹۰۹ توسط فرانس آلفونس ژانسنز، استاد دانشگاه لوون بلژیک، کشف شد.